# Xã
Xã (chữ Hán: 社; tiếng Anh: township; tiếng Pháp: commune) được dùng để chỉ một loại khu định cư khác tại các quốc gia khác nhau. Xã có thể là nông thôn hay đô thị, ví dụ xã của Pháp (commune) . Tại Úc, Hoa Kỳ, và Canada, xã có thể là các khu định cư quá nhỏ để có thể xem là đô thị.

## Việt Nam
Xã tại Việt Nam ngày nay là đơn vị hành chính dưới cấp tỉnh. Đây là phân cấp hành chính thấp nhất.
Trước năm 1975, xã của Việt Nam Cộng hòa là đơn vị hành chính dưới quận, không phân biệt nông thôn hay thành thị. Các xã có mức độ đô thị hóa cao như Cần Thơ, Đà Nẵng, Mỹ Tho, Huế, Cam Ranh, Nha Trang, Quy Nhơn, Đà Lạt, Vũng Tàu, Rạch Giá được gọi là thị xã (xã thành thị) và không còn là đơn vị hành chính cấp dưới của quận. Các thị xã vừa kể trên có địa vị tương đương tỉnh hay quận và chúng có cấp quận nội thị trực thuộc bên dưới.
Trước 1/7/2025, xã là đơn vị hành chính dưới huyện, thị xã và thành phố thuộc tỉnh.

## Pháp
Xã hay thị xã (tiếng Pháp: commune) là phân cấp hành chính thấp nhất tại Cộng hòa Pháp. Một xã của Pháp có thể là một thành phố trên 2 triệu dân như Paris (khi đó từ commune nên dịch là thị xã hay xã thành thị), một thị trấn vài ngàn người, hay một làng nhỏ vài chục người.
Năm 1837, xã tại Pháp được trao tư cách "pháp nhân" (personne morale) và chính vì lý do này mà việc sáp nhập các xã lại với nhau rất khó khăn, khiến cho nhiều thành phố của Pháp có diện tích không đổi từ khi thành lập. Ví dụ thành phố Paris chỉ giới hạn trong địa giới của một đơn vị xã và có dân số khoảng trên 2 triệu người trong khi đó vùng đô thị Paris bao gồm (thị) xã Paris và trên 400 xã khác  là một trong số các vùng đô thị lớn trên thế giới với trên 10 triệu dân.
Về hình thức và chi tiết, xã của Pháp tương đương xã của Việt Nam Cộng hòa. Chúng cùng là các đơn vị hành chính bên dưới tổng và quận theo thứ tự vừa kể (về sau Việt Nam Cộng hòa bỏ đi đơn vị tổng) và không phân biệt nông thôn hay thành thị. Có một số xã thành thị (hay gọi tắt là thị xã) trở thành tự trị, không còn phụ thuộc vào bất cứ tổng và quận nào cả và khi đó có địa vị tương đương tỉnh. Ví dụ Paris của Pháp cũng như Đà Nẵng của Việt Nam Cộng hòa đều là các (thị) xã tự trị có địa vị tương đương tỉnh.

## Trung Quốc
Tại Trung Quốc, xã được gọi là hương, đơn vị hành chính thấp nhất của Trung Quốc sau huyện hay khu

## Úc
Tại Úc, "xã" xưa nay được dùng để chỉ một thị trấn nhỏ - một cộng đồng nhỏ trong một khu nông thôn. Thuật từ này chỉ dùng để chỉ khu định cư mà không chỉ phân cấp hành chính. Xã được điều hành bởi một hội đồng cấp cao hơn.

## Hoa Kỳ
Có hai loại xã tại Hoa Kỳ. Một tiểu bang có thể có cả hai loại xã. Tại các tiểu bang có cả hai loại xã thì địa giới của chúng thường trùng lập.
- Xã khảo sát là một đơn vị đo đạc đất được Hệ thống Khảo sát Công thổ Hoa Kỳ ấn định.
- Xã dân sự là một đơn vị hành chính địa phương, trực thuộc một quận của Hoa Kỳ và vì thế địa giới của xã không thể lấn ranh vào trong một quận khác như trường hợp địa giới của một thành phố có thể nằm trong hơn 1 quận.